# 城际4型柴油动车组
城际4型柴油动车组（丹麦语原名：IC4，丹麦语又称：Litra MG，中文又称：丹麦国铁MG型柴油动车组、丹麥國鐵IC4型柴油列車）是意大利轨道交通车辆制造商“安萨尔多百瑞达”为丹麦国家铁路研发的一款动力分散式高速柴油客运动车组，使用关节式转向架。2007年投入运营，2011年—2012年间曾因出现技术问题而停运，2012年恢复运营至今。丹麦国家铁路将其用于旗下的列车包括“城际闪电列车”、“城际列车”、“区域列车”在内的多个等级的旅客列车。

## 名称含义
中文名称“城际4型柴油动车组”和丹麦文名称“IC4”中的中文“城际”二字和丹麦文“IC”（“IC”是“InterCity”的缩写）代表用于城际列车，“4”代表四节编组，连起来就是“4节编组的城际动车组”。而非“所在系列的第4个型号”。

## 历史
“城际4型柴油动车组”原计划于2003年投入丹麦国家铁路旗下的“城际列车”服务。但直至2007年才投入试运营，首列投入运营的“城际4型柴油动车组”在奥胡斯和奥尔堡之间提供“区域列车”服务。2007年8月27日，其它的“城际4型柴油动车组”亦投入试运营，这批列车行走在日德兰半岛东部的奥胡斯和弗雷德里西亚之间。2007年秋，又有两列“城际4型柴油动车组”投入“区域列车”服务。2007年底，丹麦国家铁路（丹麦一间国有全国性铁路公司）和安萨尔多百瑞达向丹麦的相关监管部门申请将“城际4型柴油动车组”用于“城际闪电列车”和“城际列车”。
2010年11月9日，“城际4型柴油动车组”开始在常规运营中重联运行。 2011年—2012年间曾因出现技术问题而停运，2012年恢复运营至今。2013年9月，第82列同时是最后一列“城际4型柴油动车组”交付丹麦国家铁路。在2015年时，“城际4型柴油动车组”被用于包括奥胡斯↔哥本哈根、奥胡斯↔奥尔堡、奥胡斯↔埃斯比约、欧登塞↔弗雷德里西亚、哥本哈根↔霍尔拜克↔凯隆堡在内的多条常规旅客列车线路的运营。

## 设计
“城际4型柴油动车组”由丹麦国家铁路和宾尼法利纳（意大利知名设计公司，曾设计多款法拉利跑车）联合设计，同时融合了北欧的简约风格和优雅、时尚的意大利风格。“城际4型柴油动车组”头尾采用子弹头头型，无法像前代“城际3型柴油动车组”在重联运行时那样允许乘客在不同列车间走动。列车内部大量使用符合北欧设计传统的天然材料。

## 图片集

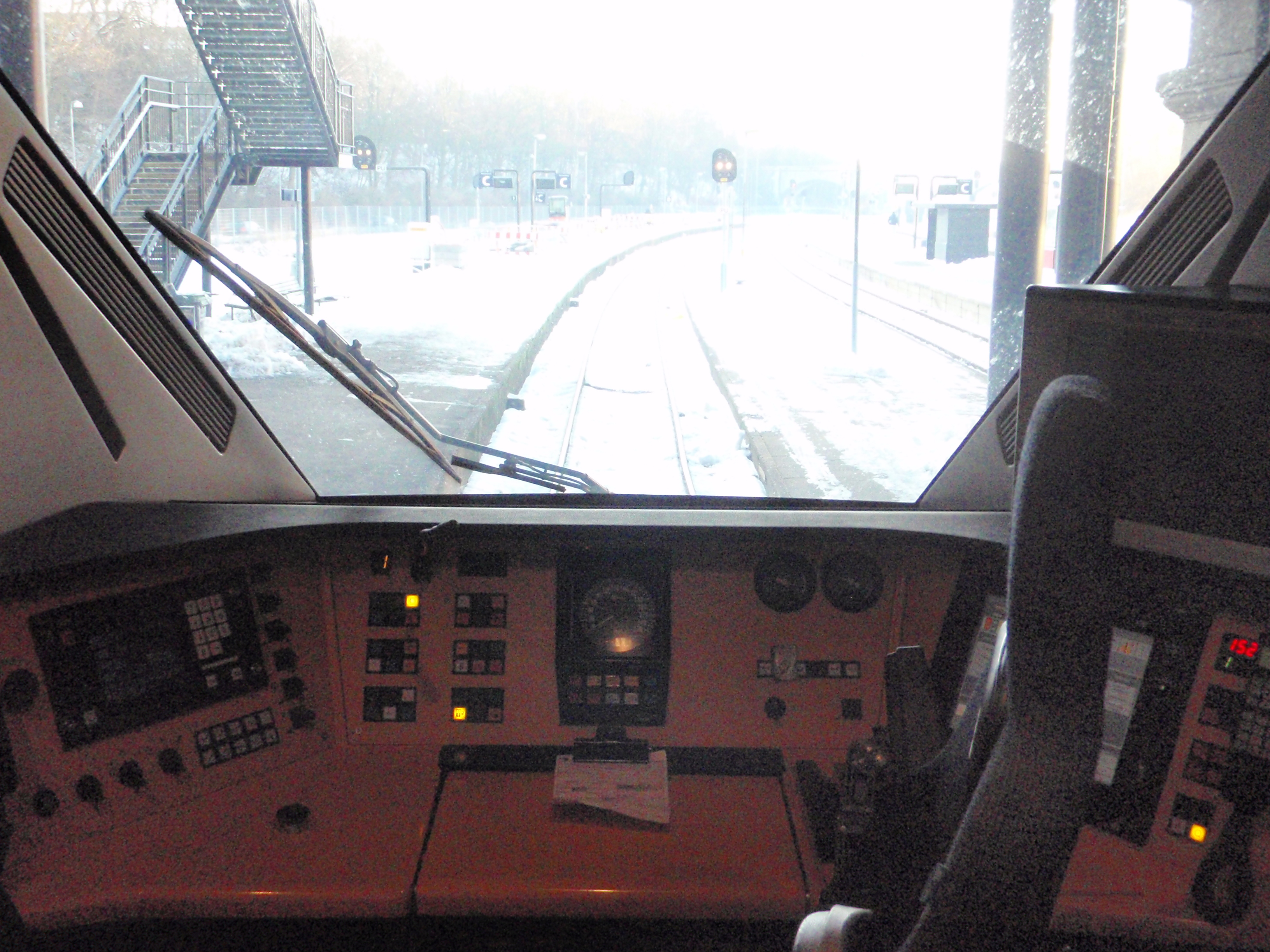
驾驶台
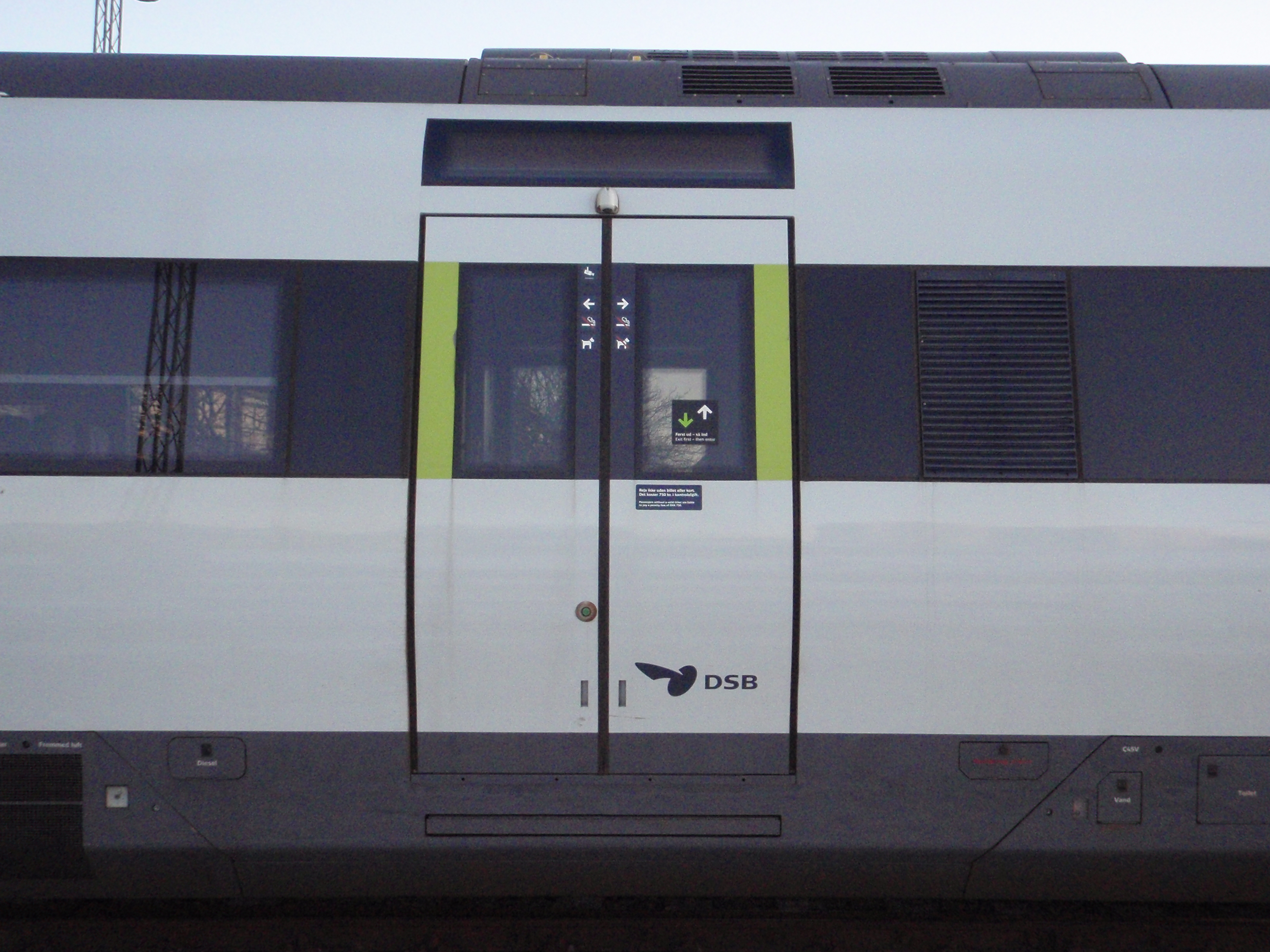
车门外侧之一
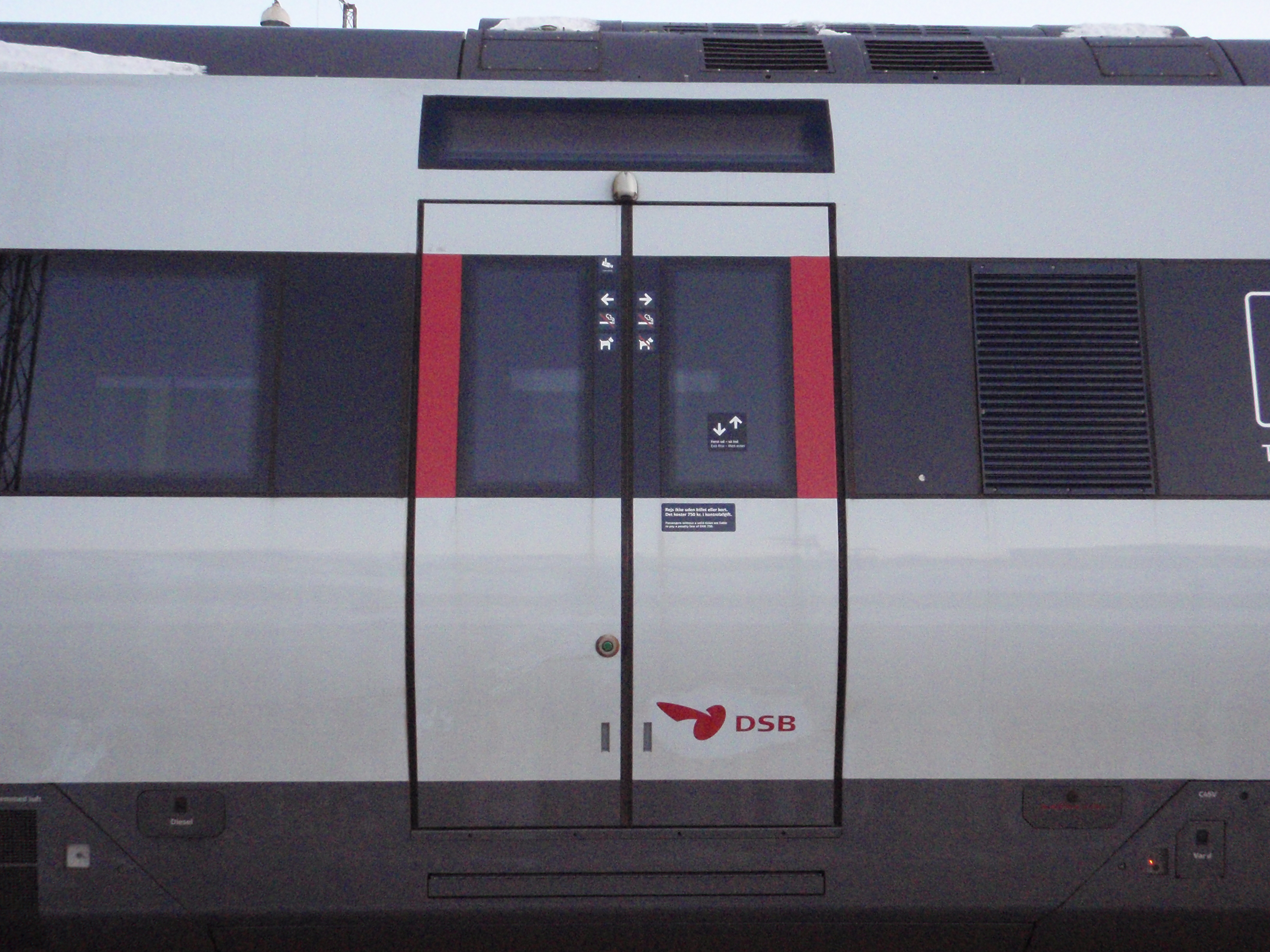
车门外侧之二
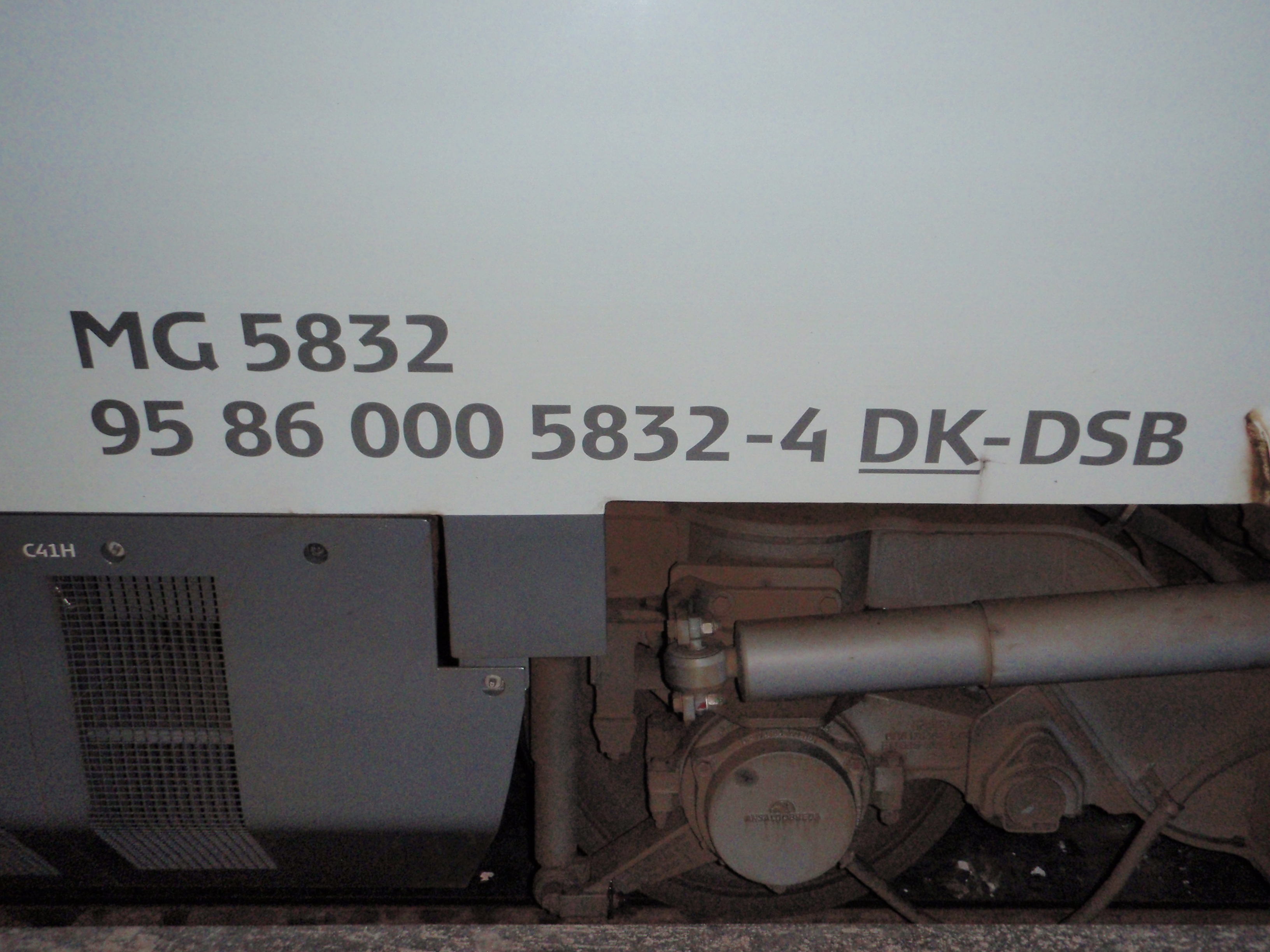
列车外侧的标识和关节式转向架（半个转向架未拍出）
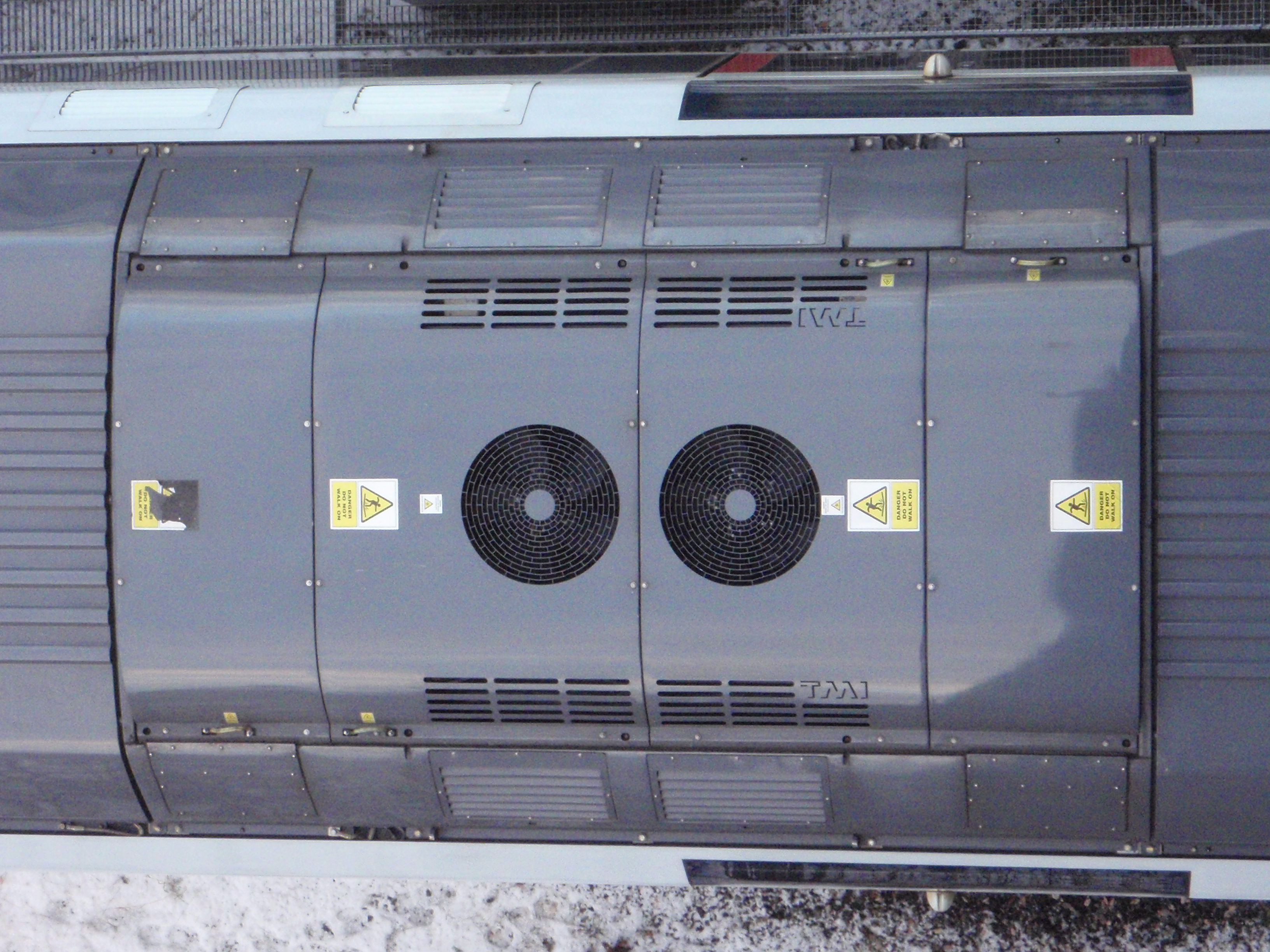
空调室外机顶部
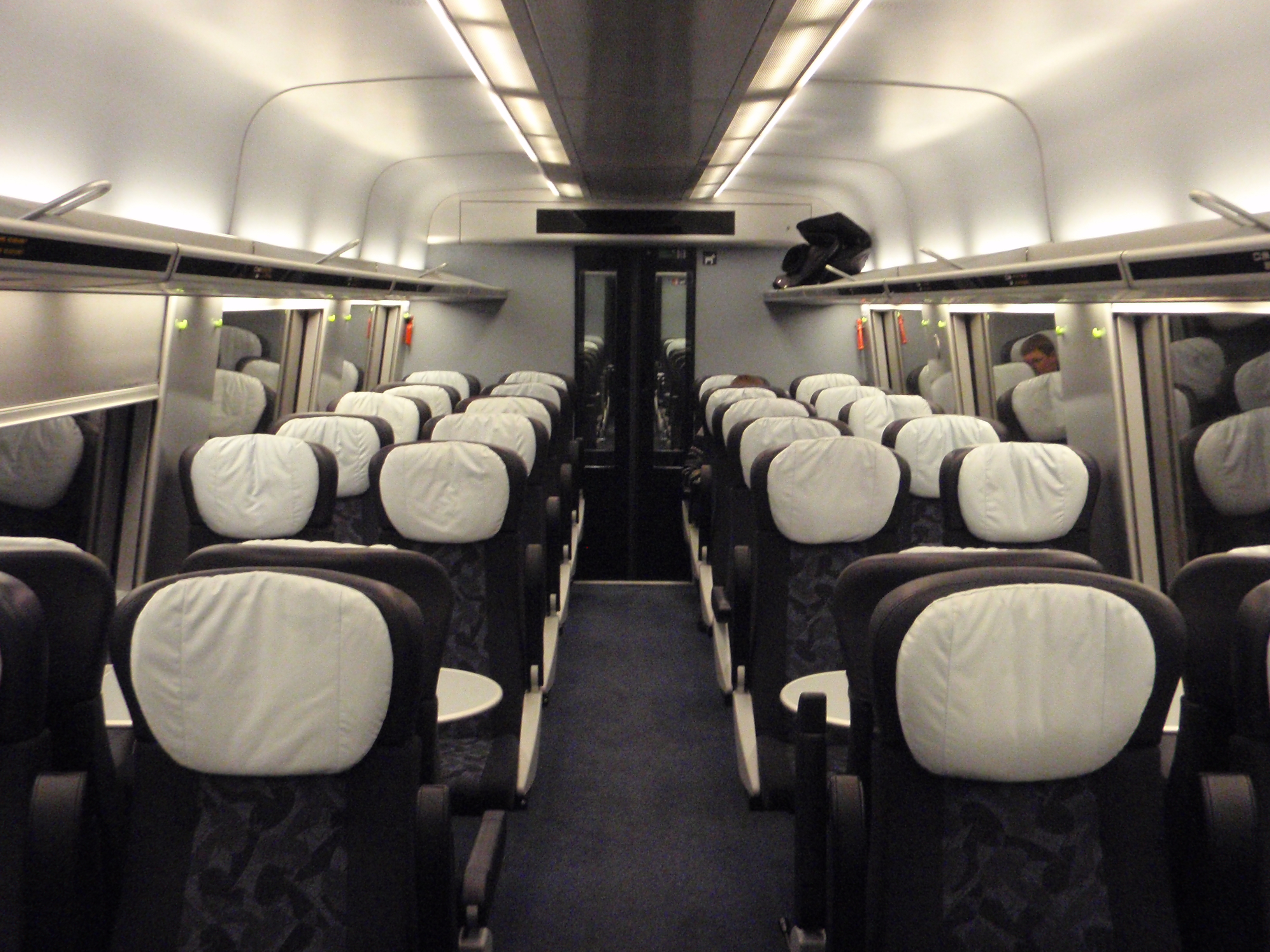
座位
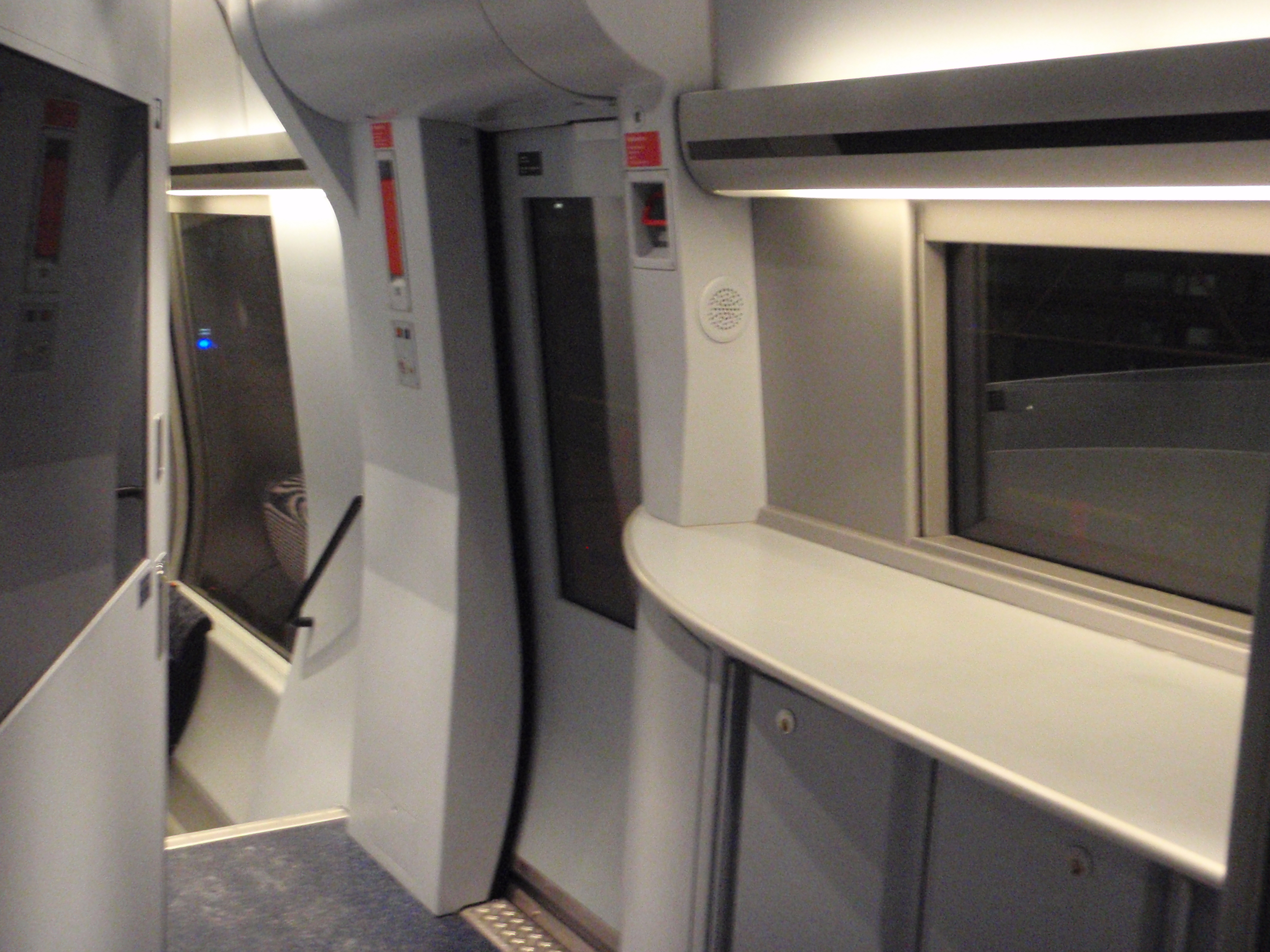
列车内部高低地板衔接处
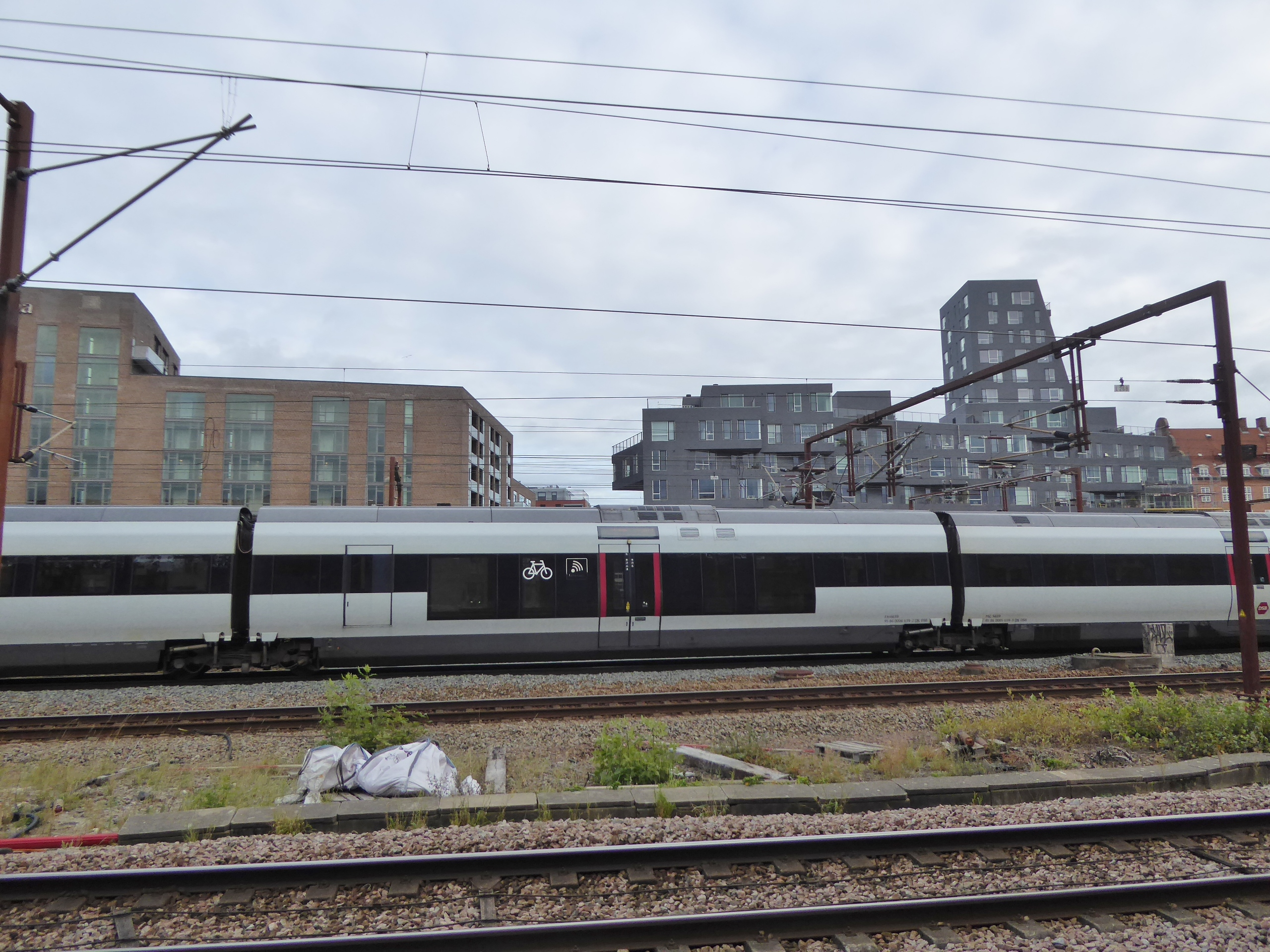
“城际4型柴油动车组”在哥本哈根的东门站。注意高地板车厢和低地板车厢的地板高度差，以及两节车厢连接处的关节式转向架。

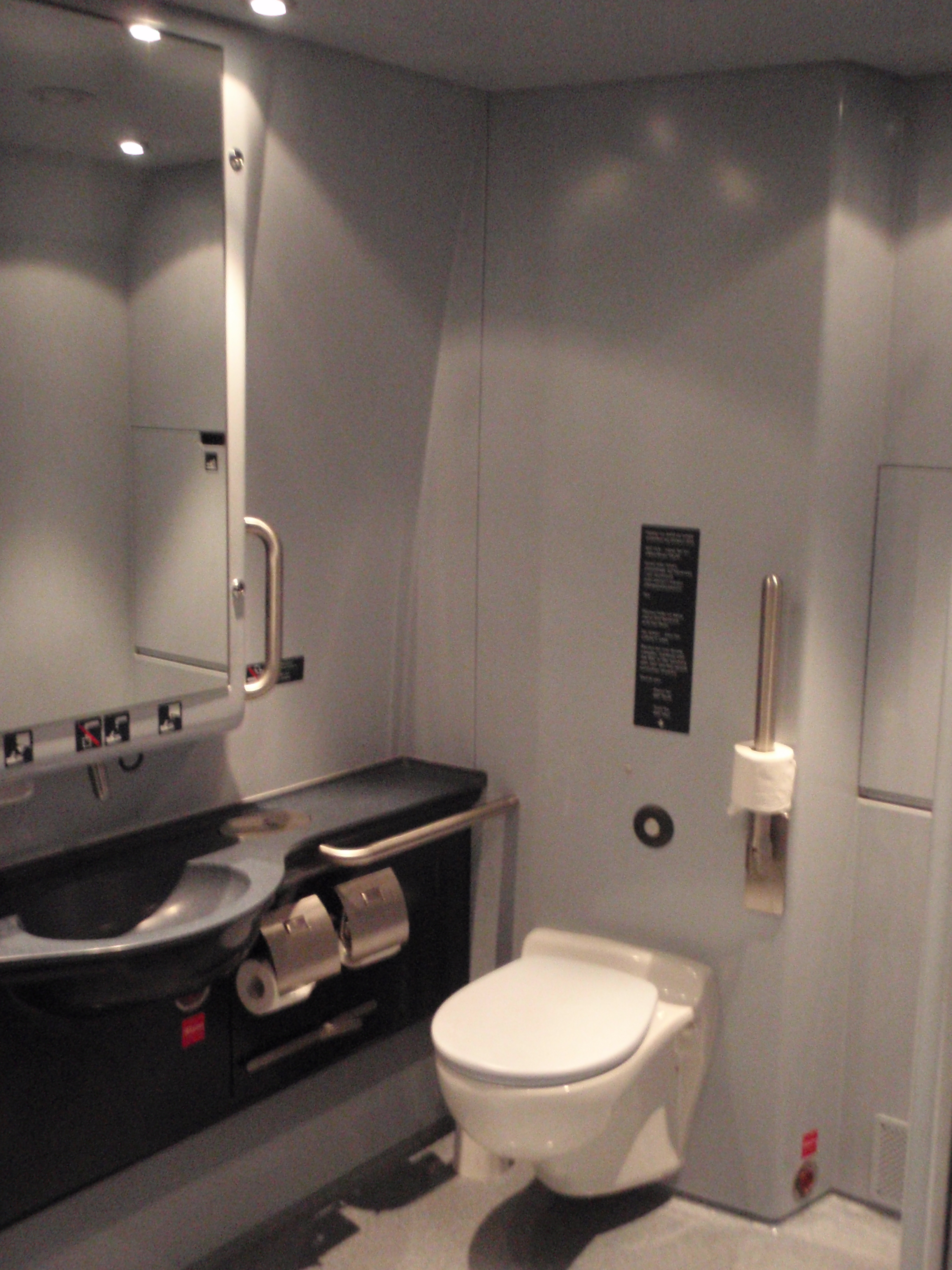
低地板车厢洗手间
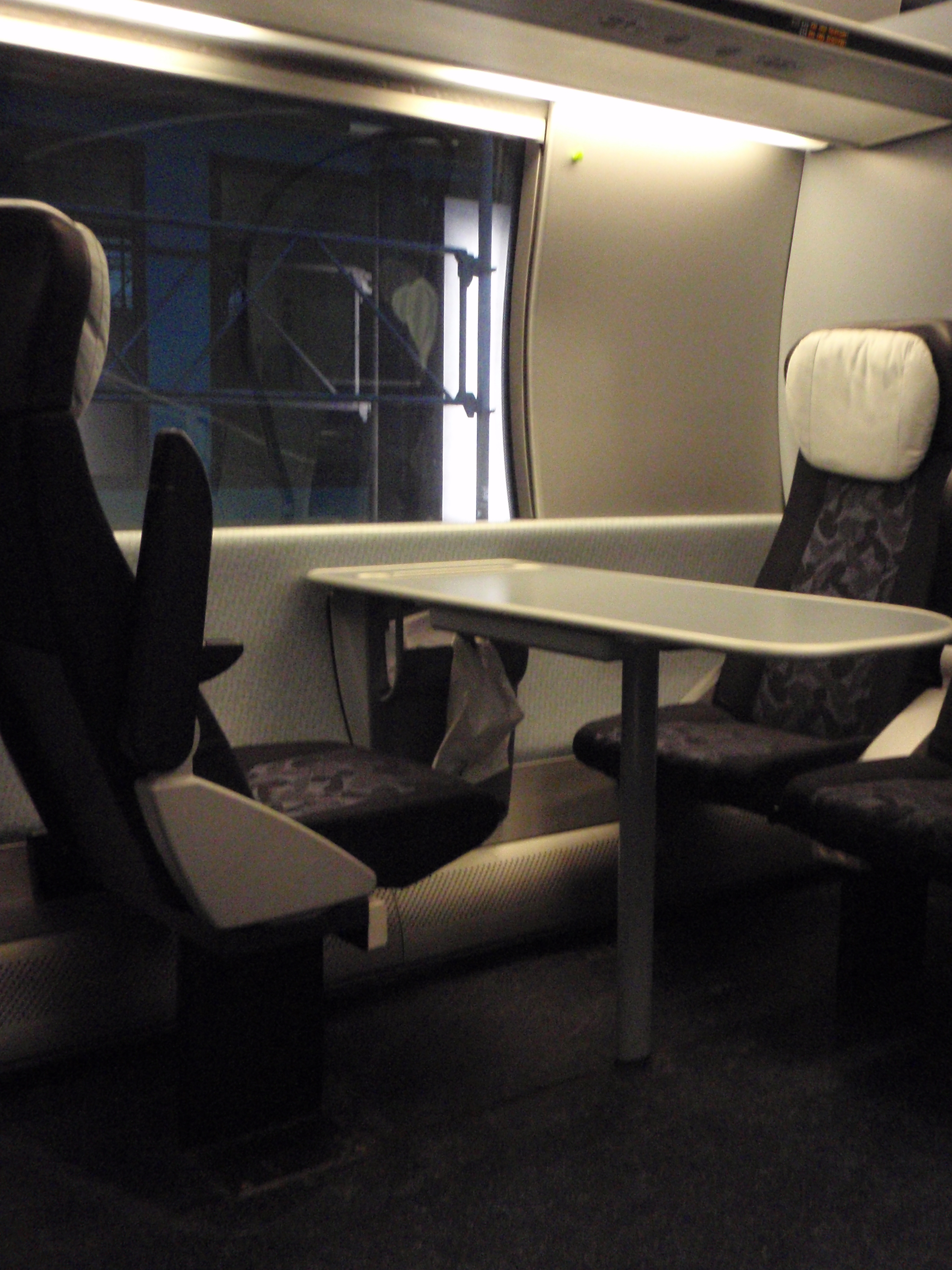
低地板车厢内部，设有存放轮椅的空间
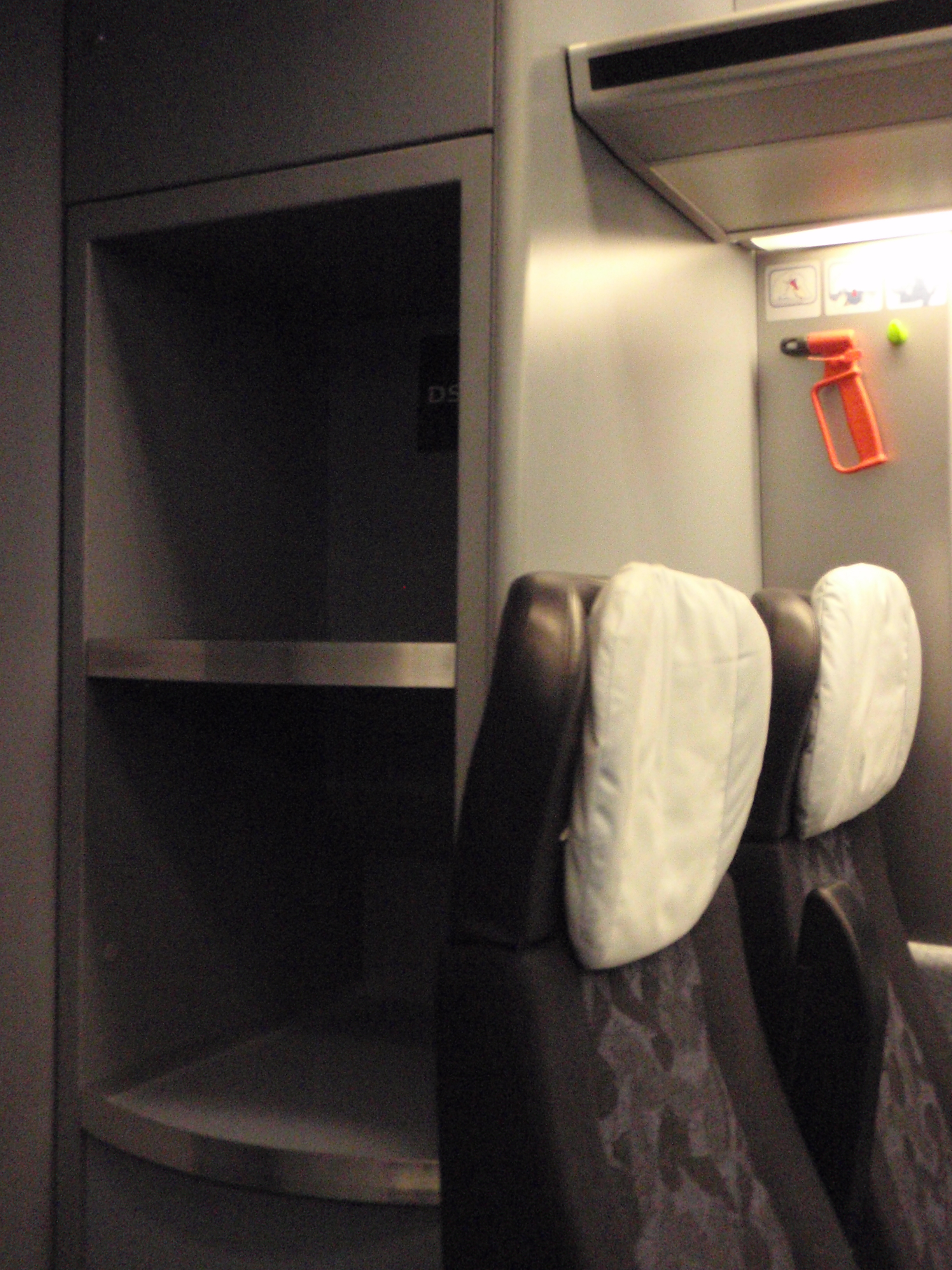
两端头车的大件行李存放区

## 技术参数
| 类型         | 柴油客运动车组                             |
| 编组         | 4节编组                                    |
| 全列长度     | 86.53米                                    |
| 车厢长度     | 19米（中间车） 24米（两端头车）            |
| 宽度         | 3.15米                                     |
| 高度         | 4.2米                                      |
| 地板高度     | 600毫米（低地板车厢） 1290毫米（其余车厢） |
| 适应站台高度 | 550毫米                                    |
| 重量         | 170吨                                      |
| 轨距         | 1435毫米（标准轨）                         |
| 车体材质     | 铝                                         |
| 座位数       | 204座                                      |
| 最高营运速度 | 200千米/小时                               |
| 加速度       | 0.9米/秒2                                  |
| 发动机       | 4台依维柯发动机                            |
| 发动机种类   | 4台12升柴油发动机                          |
| 牵引功率     | 4 × 560千瓦                                |
| 传动方式     | 机械传动                                   |
| 连接器       | 夏芬博格式車鈎                             |
| 制动方式     | 空气制动 电阻制动 磁轨制动                 |
| 安全防护系统 | 丹麦列车自动控制系统                       |

## 衍生型号

### 城际2型柴油动车组
“城际2型柴油动车组”（丹麦语原名：IC2，丹麦语又称：Litra MP，中文又称：丹麦国铁MP型柴油动车组）是“城际4型柴油动车组”的两节编组版本，两者除编组外有着相似的外观和配置。均由安萨尔多百瑞达（后被日立收购，并改称“日立轨道意大利”）为丹麦国家铁路研制。 中文名“城际2型柴油动车组”和丹麦文名称“IC2”中的中文“城际”和丹麦文“IC”表示用于城际列车，“2”表示两节编组。
此外，在丹麦还有一型同名的普速柴油客运动车组，现全部由丹麦地方铁路公司使用，两型同名的动车组除名称含义相同外无任何关系，外观及配置均有很大的不同。